# Tiphobiosis trifurca
Tiphobiosis trifurca là một loài Trichoptera trong họ Hydrobiosidae. Chúng phân bố ở miền Australasia.